# Fortezza Rohan
Die Fortezza Rohan ist die Ruine einer barocken Festung östlich von Susch im Engadin im schweizerischen Kanton Graubünden. Sie steht auf dem Hügel Chaschinas oberhalb des Dorfes auf rund 1553 m ü. M. und gilt als eine der wichtigsten historischen Zeugen Graubündens aus dem 17. Jahrhundert.

## Geschichte
1578 wird in einer Urkunde eine mittelalterliche Burganlage erwähnt: Der Landmann des Gerichts Steinsberg bezeugt, dass das Stammschloss Chaschinas der Familie Cazins in Susch stehe. Mögliche Reste davon wären durch den Bau von 1635 abgetragen worden. Über ältere Siedlungen könnten nur Grabungen Aufschluss geben.
Die heute sichtbare Anlage wurde 1635 von Herzog Henri II. de Rohan im Dreissigjährigen Krieg während der Bündner Wirren und der Kämpfe um die Rückeroberung des Veltlins zur Rückendeckung gegen die Spanier und Österreicher angelegt. Man hat oft bezweifelt, dass das vom 19. bis 27. Mai 1635 durch Hauptmann Borel de la Roque-Servière und Jörg Jenatsch angelegte Bollwerk in so kurzer Zeit zu bauen war.
1985 wurde der Verein Pro Fortezza Rohan gegründet, um die Anlage durch Restaurierung vor dem Zerfall zu bewahren und sie der Öffentlichkeit zugänglich zu machen.
Anlässlich der Sicherung von 1990 hat der beauftragte Burgenfachmann Felix Nöthiger die Frage der kurzen Bauzeit untersucht. Die Berechnung der Transporte, der Materialbeschaffung und des Baues brauchte bei einer Bauzeit von acht Tagen einen Einsatz von 200 Mann. De la Rocque-Servière und Jenatsch hatten aber für den Bau 600 Mann zur Verfügung. Das Steinmaterial stammte von der abgebrochenen Burgruine, der Sand aus einer heute noch sichtbaren Sandlinse gleich unterhalb der Festung und der Sumpfkalk wurde aus den Beständen der Gemeinde, der Kirchgemeinde und der einzelnen Haushalte requiriert. Die Suscher waren damit nicht einverstanden. Jenatsch kritisiert diese Haltung in einem Brief und beschimpft sie als „gente di poco“.

## Anlage

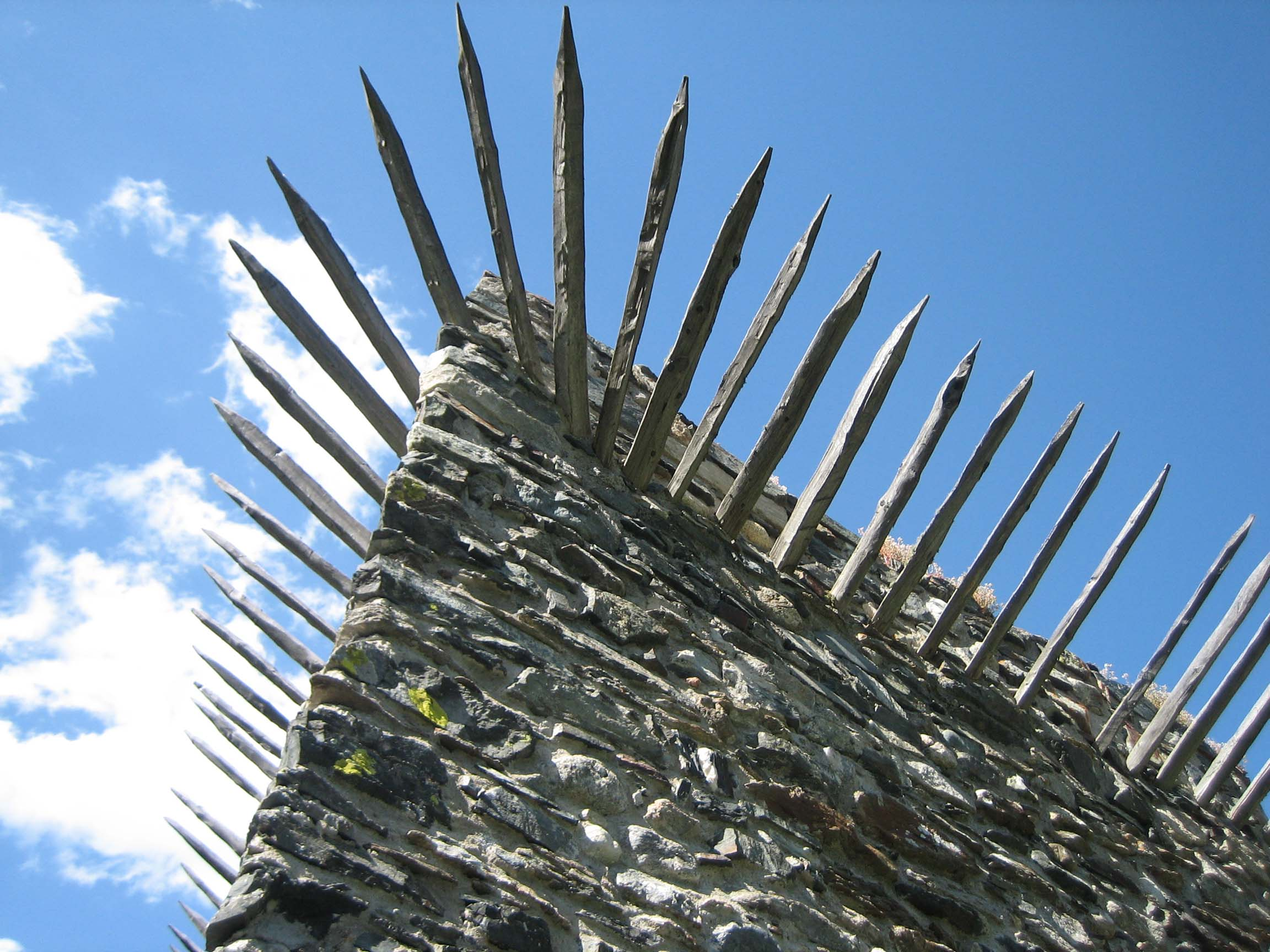
Sturmpfähle

Die ursprüngliche Mauerhöhe der sternförmigen Festungsanlage ist stellenweise noch erhalten und schwankt zwischen 2.5 und 5 Metern. Die Umfassungsmauer ist zwischen 0,5 und 1,5 Meter stark. Unterhalb der Mauerkrone verlief ein hölzerner Wehrgang, dessen waagrechte Tragebalken bei der Sicherung aus Lärchenholz neu eingesetzt wurden. Auf der Aussenseite der Mauer sollten zahlreiche schräg nach oben gerichtete Sturmpfähle das Anlegen von Sturmleitern erschweren. Bei der Sicherung von 1990 wurden rund 80 % der Sturmpfähle aus Lärchenholz neu eingemauert. An der Südwestecke steht ein zweigeschossiger Rundturm mit einem Kellerraum, auf dessen Plattform ein Geschütz gestanden haben könnte. Die Anlage war durch eine Mittelmauer mit einem Durchgang in zwei annähernd gleich grosse Bereiche geteilt. Das Haupttor lag in der südöstlichen Partie.
Ein viereckiges Gebäude, das in den dreissiger Jahren noch stand, wurde während des Zweiten Weltkriegs beim Bau der Sperrstelle Susch-Zernez durch moderne militärische Anlagen zerstört, die mittlerweile wieder abgetragen sind. Bei der Sicherung wurden folgende Partien statisch und didaktisch ergänzt: Zinnenpartie über dem Tor des Vorwerkes nach den Zeichnungen von 1675 im Archiv Haselstein, das Verbindungstor zwischen Vorwerk und Hauptwerk, das beim Einbau eines Artilleriebeobachter-Kubus zerstört worden war, die beiden abgestürzten Tor-Stichbögen und eine Geschützscharte am Rundturm.

## Galerie

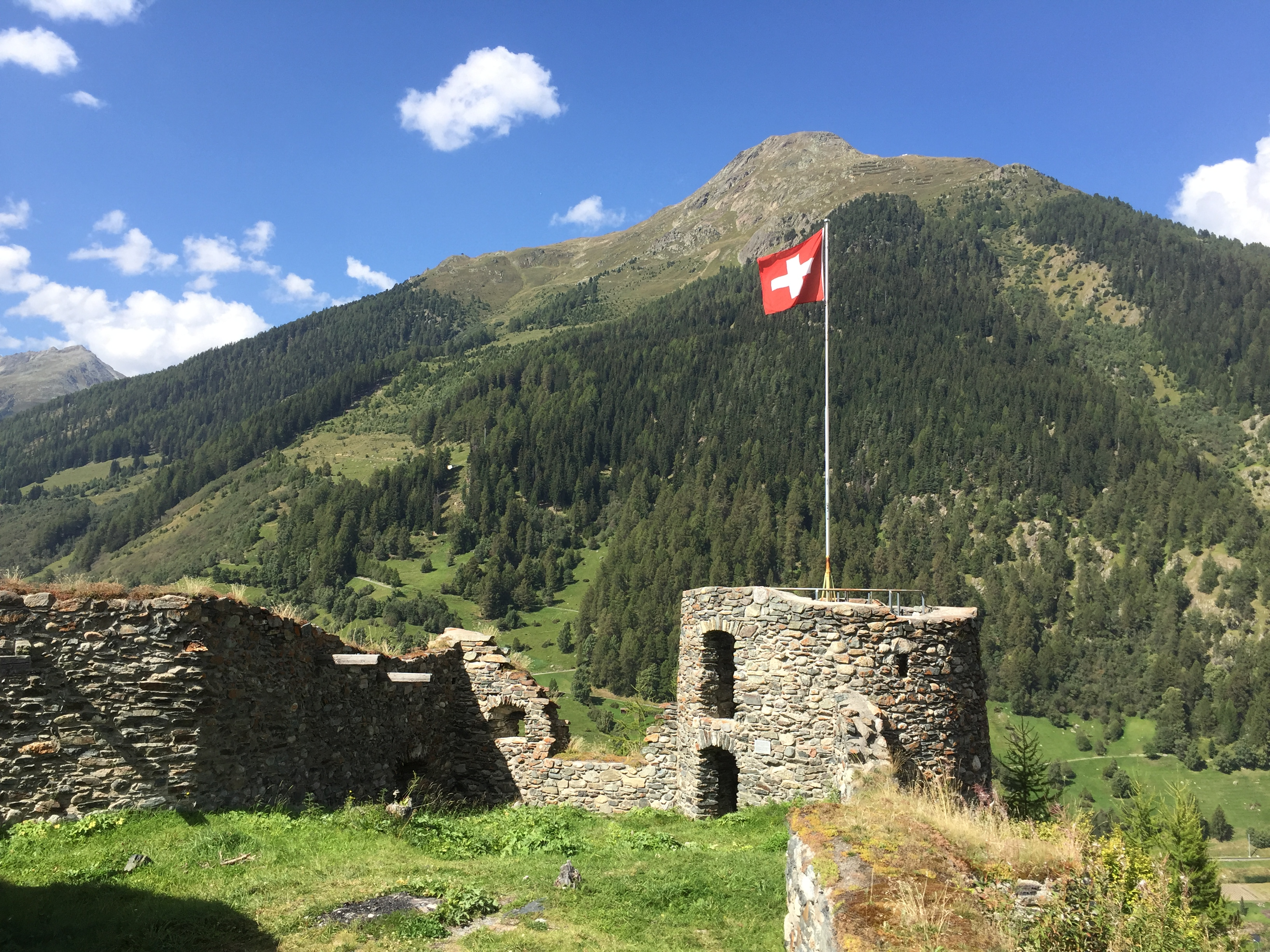
Rundturm und Mauerreste
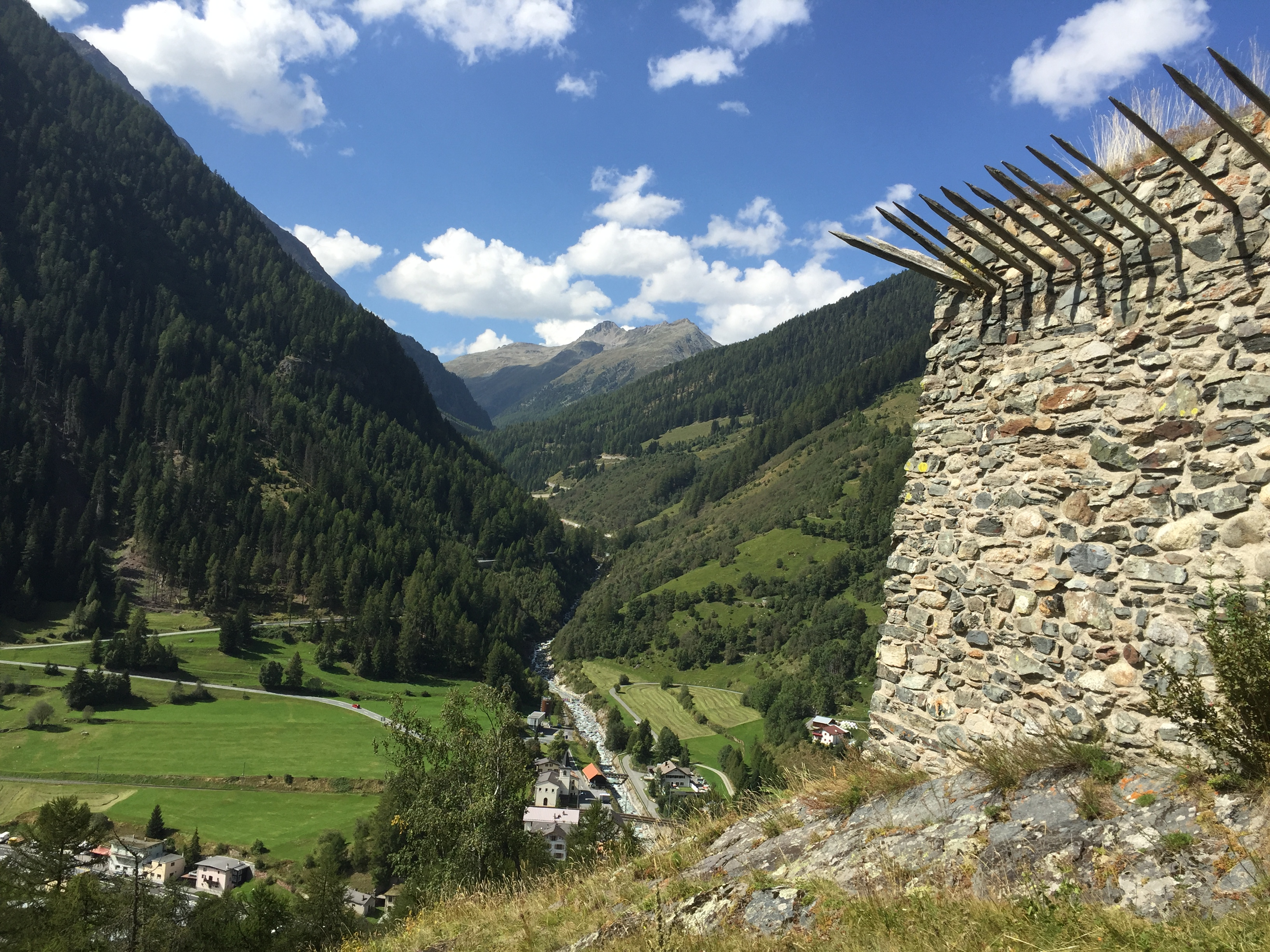
Blick auf Susch und Flüelapass-Auffahrtsstrasse
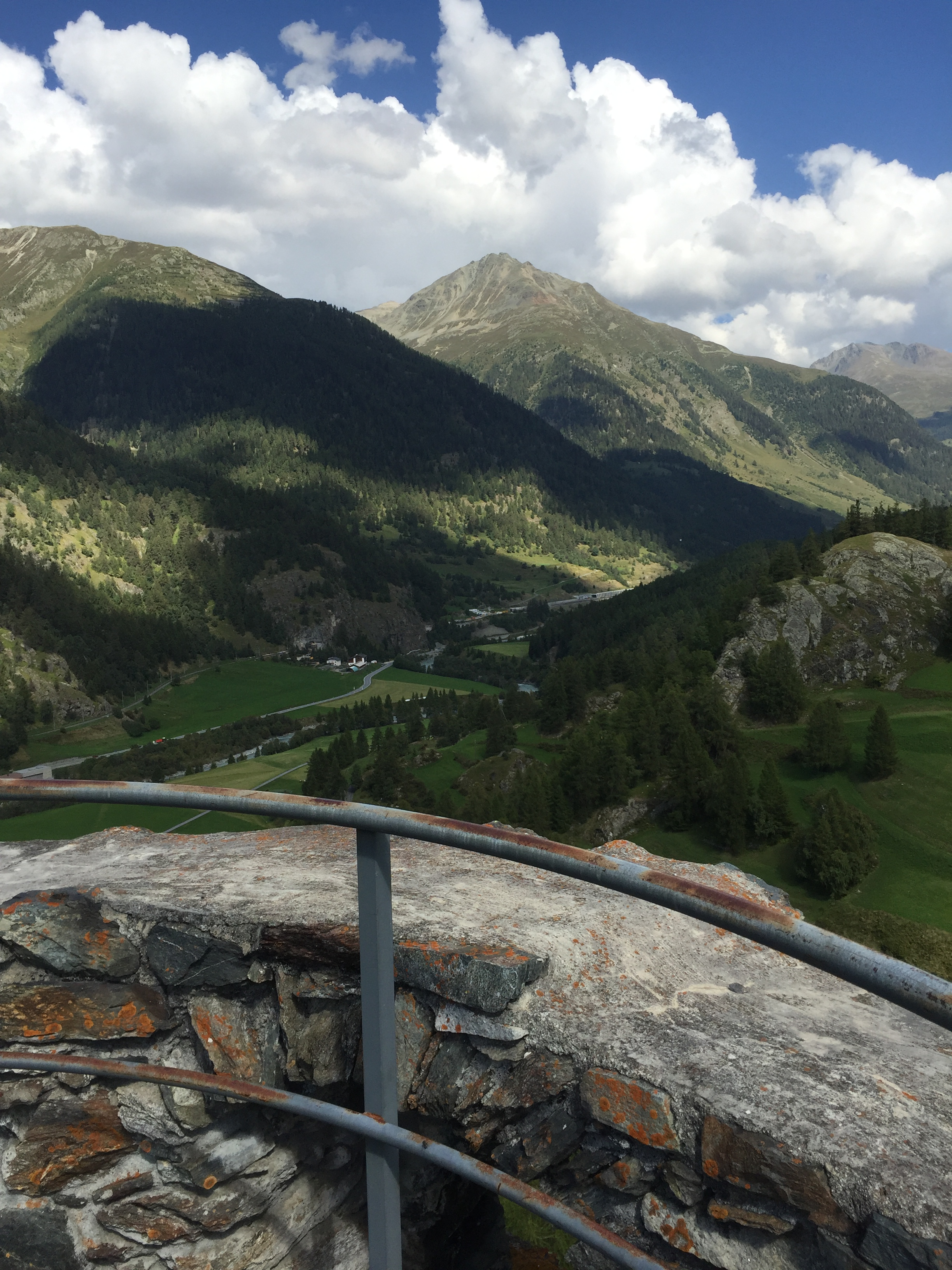
Aussicht vom Rundturm
Panorama Fortezza Rohan
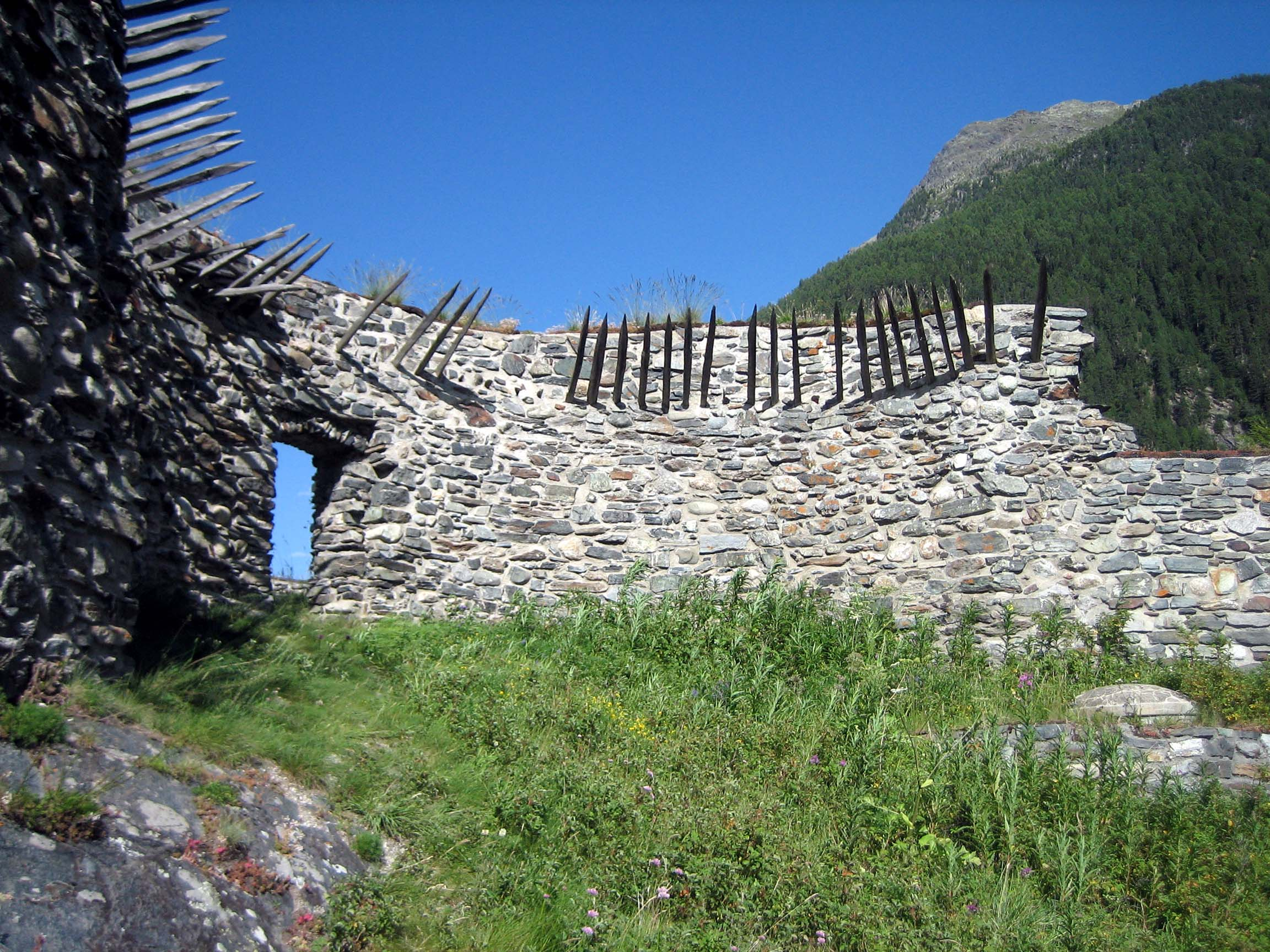
Umfassungsmauer von aussen
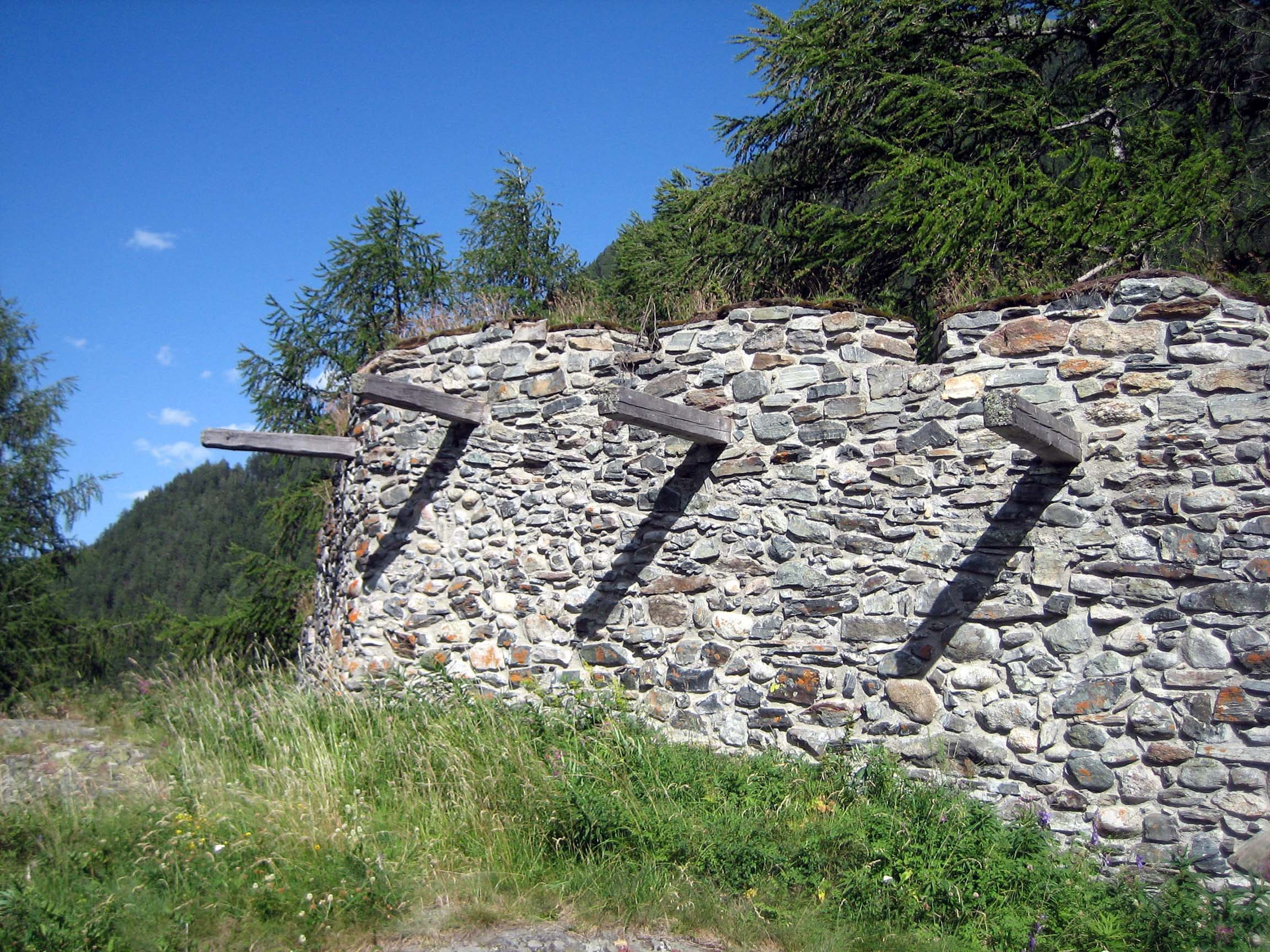
Reste des Wehrgangs